# Drosophila submacroptera
Drosophila submacroptera är en tvåvingeart som beskrevs av Patterson och Gordon Mainland 1943. Drosophila submacroptera ingår i släktet Drosophila och familjen daggflugor.
Artens utbredningsområde sträcker sig över Mexiko, Guatemala och möjligtvis även El Salvador.